# Wood Mountain Ski Park
Wood Mountain Ski Park är en park i Kanada.   Den ligger i provinsen British Columbia, i den sydvästra delen av landet, 3 700 km väster om huvudstaden Ottawa. Wood Mountain Ski Park ligger 728 meter över havet.
Terrängen runt Wood Mountain Ski Park är kuperad åt nordost, men åt sydväst är den bergig. Närmaste större samhälle är Courtenay, 12,8 km öster om Wood Mountain Ski Park. 
I omgivningarna runt Wood Mountain Ski Park växer i huvudsak barrskog. Runt Wood Mountain Ski Park är det glesbefolkat, med 14 invånare per kvadratkilometer.